# Самаряни

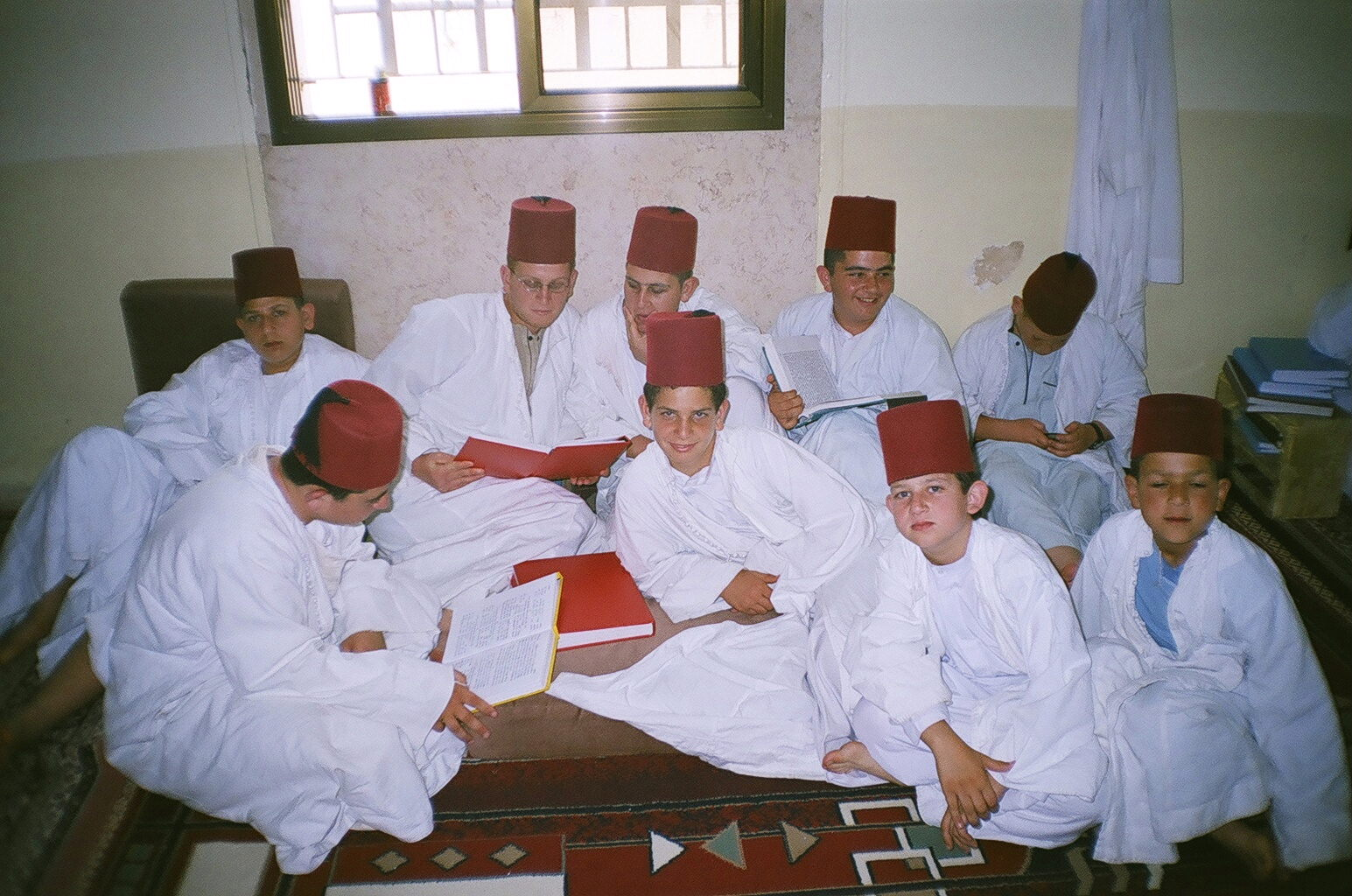
Молоді Самаряни

Самаряни (також — самаритяни, івр. שומרונים — «Шомронім», כותים — «кутім» (тобто переселенці з месопотамського міста Кута) — нечисленна етно-релігійна група, представники якої компактно проживають у кварталі Неві-Пінхас ізраїльського міста Холон (передмістя Тель-Авіва), а також у селі Кир'ят-Луза (Неві-Кедем) біля гори Гарізім, неподалік від міста Наблус на Західному березі річки Йордан. Мови: іврит (самарянська писемність на основі староєврейського алфавіту, близького до фінікійського), самаряни Наблуса володіють також арабською. Релігія — своєрідна версія юдаїзму з часів перед пророками. Священні книги — Тора й Книга Ісуса Навина (у версіях, які відрізняються від канонічних варіантів — особливо Книга Ісуса Навина). Чисельність — близько 700 осіб.

## Історія
У тих часах, коли Юдея із своєю столицею Єрусалим була правдивою твердинею юдаїзму, Самарія була не тільки різко відмінна, але й протилежна Юдеї на полі релігійнім та етнічнім. Самаряни походили з азійських колоністів привезених у ці місця асирійцями наприкінці VIII століття до н. е. і помішались із єврейськими бідняками, що там залишались. Згідно з юдейською традицією, самаряни — нащадки Гутіїв (у Йосипа Флавія — хуфейці), переселених Ассирією на територію колишнього Ізраїльського царства і таких що незабаром прийняли юдаїзм від своїх сусідів юдеїв. Їх релігія була спочатку правдивим ідолопоклонством із легким ягвизмом, з бігом часу очистилась від язичництва і у IV ст. до н. е. вибудувала свою святиню на горі Гарізім. Ця святиня була для самарян місцем законного культу Бога-Ягве в протиставленні до юдейської святині у Єрусалимі, бо вони вважали лише себе правдивими нащадками давніх єврейських патріархів та спадкоємцями-носіями їх релігії. Звідси і постійні люті ворожнечі між Самарянами і Юдеями. Самаряни вважають себе нащадками жителів Ізраїльського царства, точніше коліна Йосипа, що утворило коліна Єфрема (Ефраїма) і Манасії (Менаше). Назва народу й позначення всієї території — Самарія — походить від назви останньої столиці Ізраїльського царства, заснованої царем Омрі і зруйнованої Ассирією.
Сильні культурні відмінності євреїв півночі і півдня Ханаану відомі ще з прадавніх часів, але після повернення євреїв з вавилонського полону відбулося остаточне розмежування євреїв і самарян, що супроводжувалося взаємною ворожнечею. Так самаряни просили юдеїв, що повернулися з вавилонського полону (бл. 520 р. до н.е), дозволити взяти участь у відбудові Храму у Єрусалимі, проте отримали відмову (Езд. 4:1-3). Можливо, євангельський образ «доброго самарянина» набуває додаткових барв на тлі цієї багатовікової ворожнечі.
Після завоювання Юдеї Александром Македонським самаряни під правлінням Санваллата побудували храм на горі Гарізім, який два століття потому зруйнував юдейський цар Йоханан Гіркан. Римська адміністративна реформа провінції Палестина (56 р. до н. е.) надала самарянам автономію. В результаті наступних гонінь багато самарян, які на відміну від євреїв, були зобов'язані виявляти лояльність до язичницької віри, відступили від своєї віри. Після руйнування Другого храму значні громади самарян стали з'являтися за межами Самарії (в Бейт-Шеані, Кесарії, Емаусі , Яффі, Явне та ін). У близьких до Самарії районах самаряни складали помітну частину населення. У V—VI століттях н. е. в результаті повстань двічі проголошувалася її незалежність від Візантії. Самаряни змогли ненадовго звести на престол власних царів, але обидва рази повстання були придушені. У наступні століття чисельність самарян скорочувалася (головним чином за рахунок переходу в іслам), до 1917 року їх залишалося 146 чоловік. У 1954 р. всі самаряни Ізраїлю, крім тих що жили в Шхемі, були переселені в Холон. Коли у 1993 р. було прийнято рішення вивести ізраїльські війська з Шхема, шхемскі самаряни зажадали, щоб на район Кир'ят-Луза поширився статус ізраїльського поселення, але в цьому проханні ізраїльський уряд їм відмовив. У той же час на самарян поширюється «Закон про повернення», тому всі самаряни мають ізраїльське громадянство і при бажанні можуть переселитися в Ізраїль.
Самарянка Софі Цдака є відомою ізраїльською актрисою (в основному — виконавицею дитячих та «казкових» ролей) і співачкою, в минулому — королева краси Ізраїлю.
До недавнього часу самаряни укладали шлюби лише всередині громади. У зв'язку з виниклими через це проблемами керівники громади дозволили одружуватися з караімками, а потім — і з християнками, що пройшли процедури конвертації у євреї.
У Палестинській законодавчій раді першого скликання (1996—2006 роки) за самарянами був закріплений один депутатський мандат в окрузі Наблус. Депутатом від самарянської меншини був обраний Салум Ісхак ас-Самір.